# Sebastian Seidl
Sebastian Seidl (ur. 12 lipca 1990) – niemiecki judoka. Olimpijczyk z Rio De Janeiro 2016, gdzie zajął siedemnaste miejsce w wadze półlekkiej.
Siódmy na mistrzostwach świata w 2015; uczestnik mistrzostw w 2013, 2014, 2017, 2018, 2019. Startował w Pucharze Świata w latach 2010–2013 i 2019. Siódmy na mistrzostwach Europy w 2020. Brązowy medalista igrzysk europejskich w 2015 roku.

## Letnie Igrzyska Olimpijskie 2016
| Konkurencja | Rundy eliminacyjne   | Klas. końcowa |
| Konkurencja | Przeciwnik I         | Miejsce       |
| ----------- | -------------------- | ------------- |
| 66 kg       | Fabio Basile (ITA) P | 17.           |